# Bruces skog
Bruces skog är ett kommunalt naturreservat beläget strax öster om Helsingborg i Helsingborgs kommun i Skåne län.
Bruces skog är ett stadsnära kulturområde på 248 hektar med våtmarker, betesmarker ängsmarker och ädelskogsområden. Området, som har sitt ursprung i en donation, avsattes som naturreservat av kommunstyrelsen år 2013. Det har gjorts tillgängligt för allmänheten och både ridstigar och rastområden för hundar har anlagts. En mindre fågelsjö har skapats av en tidigare våtmark där ett fågeltorn har byggts. Två miljöpedagogiska stationer, ’’Naturpunkt skogen’’ och ’’Naturpunkt fågelsjö’’, med informationstavlor finns i området.
I Bruces skog finns natur med höga skyddsvärden, bland annat en gammal enefälad, ekhagar, partier med ask- och hassel, mogen bokskog och blöta områden med lövskog. Området är flackt och ädellövskogen omges av betesmarker och små våtmarker. Skogen är i stor utsträckning planterad, främst på 1990-talet och 2010-talet, som den så kallade ”Barnens skog”. 
Området har omvandlats från lövurskog till ett kulturlandskap med slåtterängar och betesmarker, vidare till ett by- och bondesamhälle och senare ett modernt jord- och skogsbruk. Enefäladen och Prinsaskogen är rester av äldre tiders landskap. Berggrunden består huvudsakligen av ytligt liggande sandsten. Lerig och sandig morän samt ytor med blottad sand finns i området.

## Historia
Sven Ingvar Bruce testamenterade en stor del av sin förmögenhet till Helsingborgs stad. I testamentet benämndes donationen som "Anna och Thore Ives fond", döpt efter sina föräldrar. En stor del av dessa pengarna gick till att skapa ett rekreationsområde öster om Helsingborg centrum. Bruces skog invigdes 2005, uppkallad efter donatorn.

## Bilder

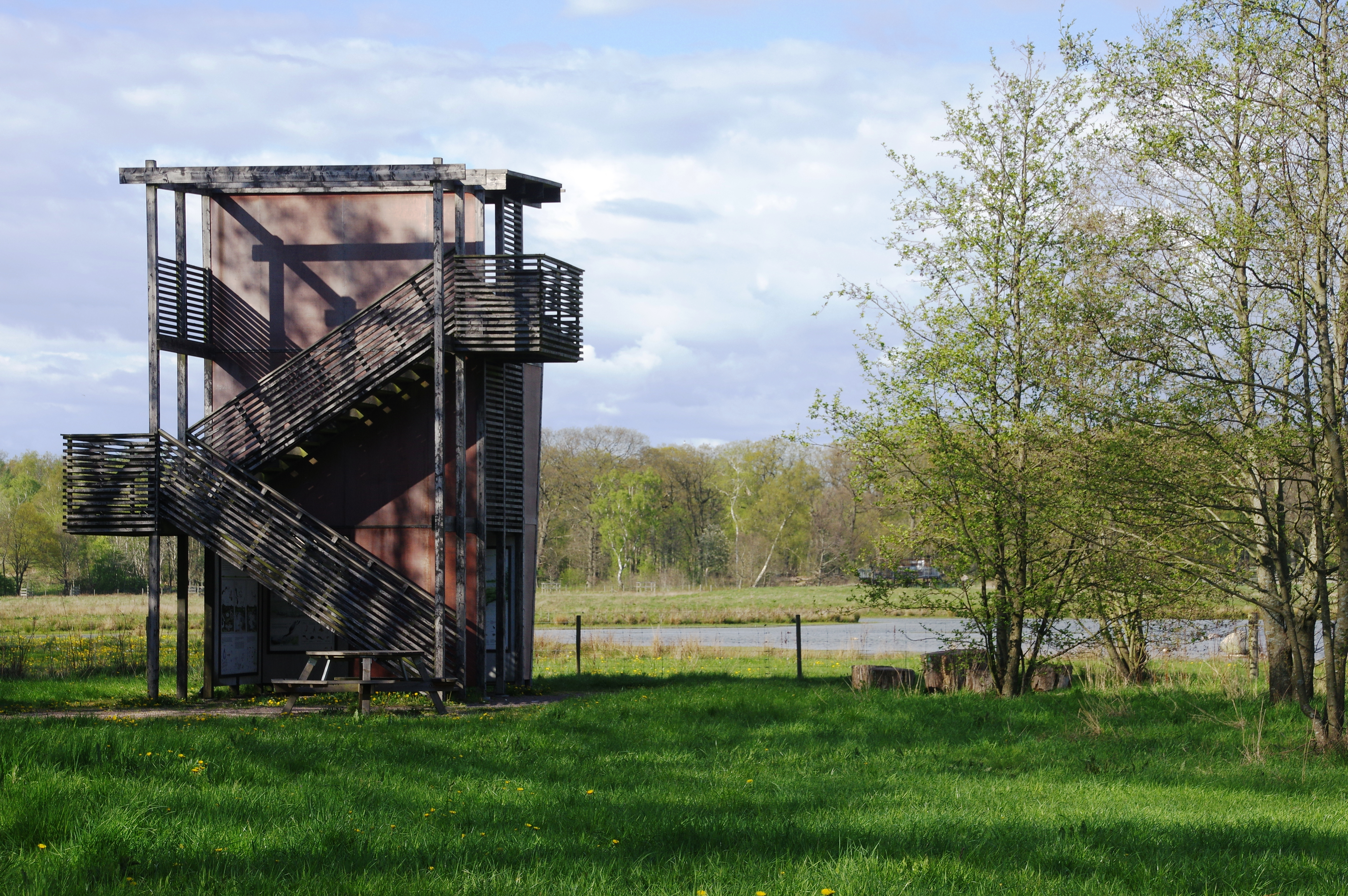
Fågelsjön med fågeltornet.
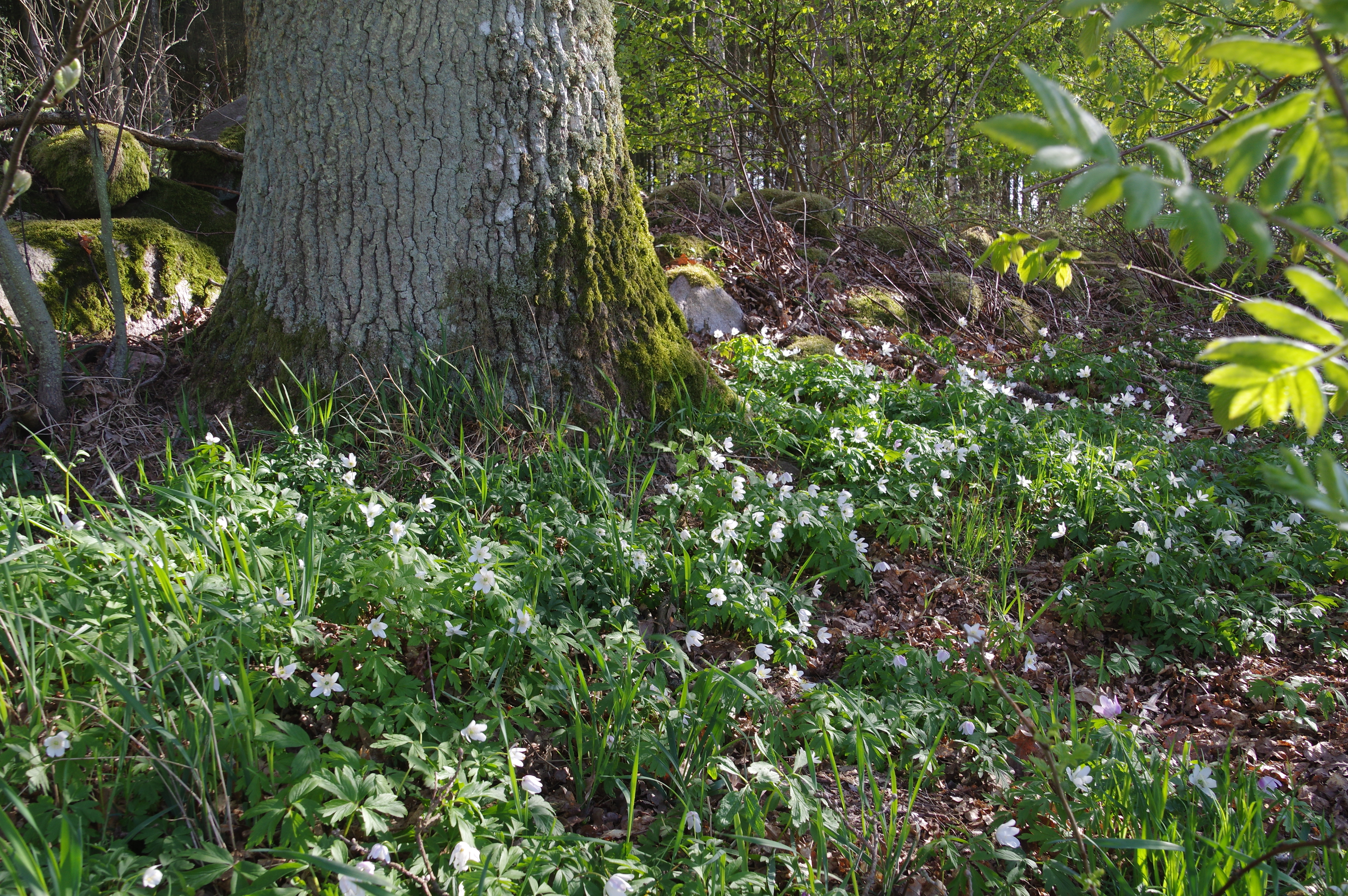
Vitsippor i Bruces skog, maj 2020.
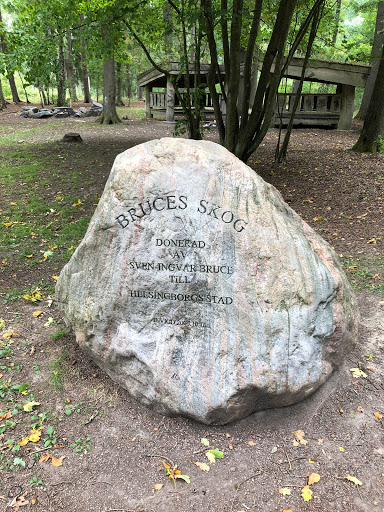
Minnessten för Sven Ingvar Bruce i Bruces skog.